# ジョン・ゴフマン
ジョン・ゴフマン （John William Gofman、1918年9月21日 - 2007年8月15日）は、アメリカ合衆国の化学者、医師、医学者。

## 経歴
- 1918年 オハイオ州クリーブランド生まれ。
- 1939年 オベリン大学卒業
- 1941年 カリフォルニア大学バークレー校大学院在籍中に原爆製造計画「マンハッタン計画」に参加、プルトニウムの分離に関する研究
- 1943年 触媒法でプルトニウムを抽出。同僚のシーボーグらとともにおこなったプロトアクチニウム232、ウラン232、プロトアクチニウム233、ウラン233発見により、同校より原子力及び物理化学に関する博士号取得。
- 1943年 カリフォルニア大学サンフランシスコ校大学院医学研究科に入学
- 1947年 カリフォルニア大学バークレー校で血液中リポタンパク質の分離に関する研究
- 1954年 カリフォルニア大学バークレー校教授
- 1960年 カリフォルニア大学バークレー校でエックス線分光化学分析による血液中微量元素の挙動分析に関する研究
- 1963年 ローレンス・リバモア国立研究所副所長に就任、生物医学研究部門を設立。アメリカ原子力委員会より125～150名のスタッフと年間200～350万ドルの援助を受けて癌と染色体損傷に関する病理学的研究、放射線影響の疫学的研究に従事。
- 1969年 アメリカ原子力委員会の期待に反して、低線量の放射線の影響は少なくとも20分の1に過小評価されているとの結論に到達
- 1971年 論文「放射線による発癌の疫学的研究」を発表
- 1973年 カリフォルニア大学バークレー校教授を辞し、原子力の危険性を伝えるため本格的な市民運動を開始[1]
- 1974年 米心臓病大学により4半世紀の心臓病に関する主導的研究者25人の1人として選出された。
- カリフォルニア大学バークレー校の分子・細胞生物学の名誉教授、カリフォルニア医科大学の教授団のメンバー。
- 1992年 ウクライナのジャーナリストアラ・ヤロシンスカヤとともにライト・ライブリフッド賞を受賞。
- 2007年 心不全のためサンフランシスコの自宅で死去、88歳

## 著書
- アーサー・R・タンブリンとの共著、徳田昌則監訳、東北大学G&T翻訳グループ訳『原子力公害 人類の未来をおびやかすもの』アグネ、1974年
- アーサー・R・タンプリンとの共著、小山内宏訳『原発はなぜ、どこが危険か』ダイヤモンド社、1975年
- ジョン・W・ゴフマン著、今中哲二他訳『人間と放射線 : 医療用X線から原発まで』（原題: Radiation and human health）社会思想社、1991年2月、新装版明石書店、2011年8月31日